# Léon van Bon
Léon Hendrik Jan van Bon (ur. 28 stycznia 1972 w Asperen) – holenderski kolarz torowy i szosowy, wicemistrz olimpijski oraz brązowy medalista szosowych mistrzostw świata.

## Kariera
Pierwszy sukces w karierze Léon van Bon osiągnął w 1990 roku, kiedy zdobył srebrny medal w wyścigu punktowym na torowych mistrzostwach świata juniorów. Dwa lata później wystartował na igrzyskach olimpijskich w Barcelonie, gdzie w tej samej konkurencji także zajął drugie miejsce. Wyprzedził go jedynie Włoch Giovanni Lombardi, a trzecie miejsce zajął Cédric Mathy z Belgii. Holender wziął także udział w igrzyskach olimpijskich w Sydney w 2000 roku, zajmując 25. pozycję w szosowym wyścigu ze startu wspólnego. W międzyczasie wystąpił na szosowych mistrzostwach świata w San Sebastián, podczas których był trzeci w wyścigu ze startu wspólnego, za Francuzem Laurentem Brochardem i Duńczykiem Bo Hamburgerem. Poza tym wygrał między innymi w Grand Prix de Waregem w 1992 roku, Circuit des Ardennes flamandes – Ichtegem w 1997 roku, Challenge Vuelta a Mallorca w 2003 roku oraz Dutch Food Valley Classic w 2007 roku. W sezonie 1998 zajął drugie miejsce w klasyfikacji generalnej Pucharu Świata w kolarstwie szosowym, przegrywając tylko z Włochem Michele Bartolim. Nigdy nie zdobył medalu na torowych mistrzostwach świata.